# Gabi Balint
Gavril Pele "Gabi" Balint (Sângeorz-Băi, 3 januari 1963) is een Roemeens voormalig voetballer en voetbaltrainer. Hij maakte als speler deel uit van het zeer succesvolle Steaua Boekarest uit de jaren tachtig, waarmee hij onder anderen de Europacup I won in het seizoen 1985/86; na een strafschoppenreeks werd de Europacup I-finale gewonnen van titelfavoriet FC Barcelona.

## Carrièrestatistieken als speler
- Divizia A: 264 wedstrijden, 69 doelpunten
- Primera División: 83 wedstrijden, 28 doelpunten
- Europacup I: 30 wedstrijden, 6 doelpunten
- Europacup II: 2 wedstrijden, 0 doelpunten
- Interlands Roemenië: 34 wedstrijden, 14 doelpunten

## Erelijst
Als speler
 Steau Boekarest
- Divizia A: 1984/85, 1985/86, 1986/87, 1987/88, 1988/89
- Cupa României: 1984/85, 1986/87, 1988/89
- Europacup I: 1985/86
- Europese Supercup: 1986

Als trainer
 Sheriff Tiraspol
- Divizia Națională: 2002/03
- Supercupa Moldovei: 2003
- GOS-beker: 2003